# Памятник гетману Мазепе (Галац)
Памятник гетману Мазепе (укр. Пам'ятник гетьману Мазепі) — памятник Ивану Степановичу Мазепе, установленный 8 мая 2004 года в румынском городе Галаце по заказу Министерства культуры и искусств Румынии. Памятник гетману Мазепе находится в городском парке Свободы на Бессарабской улице, в 5 километрах от румыно-молдавско-украинской границы. Скульптор — Георге Тенасе.

## Описание памятника
В отличие от памятников Ивану Мазепе в селе Мазепинцах и в Кергонксоне (США), здесь фигура гетмана изображена в половину роста. Причем изображение Мазепы скульптором сделана таким образом, что создается впечатление, что он как бы восстает из каменного постамента.  На постаменте на двух языках высечены слова: «Иван Мазепа — гетман Украины 20.03.1639 — 10.10.1709». При открытии памятника состоялось богослужение в память Ивана Мазепы в Церкви Святых императоров Константина и Елены.
Памятник гетману был установлен в Галаце в связи с тем, что в 1709 году Иван Мазепа здесь был похоронен в церкви Святого Юрия.
В 1962 году церковь с захоронением была снесена румынскими властями.
26 ноября 2004 года возле места, где установлен памятник, открыт городской парк, названный парком Свободы.